# King Solomon's Mines (1950)
King Solomon's Mines is een Amerikaanse film uit 1950 van Compton Bennett en Andrew Marton, met in de hoofdrollen Stewart Granger en Deborah Kerr
Het scenario van de film is gebaseerd op de gelijknamige roman uit 1885 van Henry Rider Haggard. 
De film werd op 24 november 1950 uitgebracht in de bioscopen met in de hoofdrollen Deborah Kerr en Stewart Granger.  
King Solomon's Mines was een groot succes in de bioscopen. In de VS werd 5 miljoen dollar omgezet en buiten de VS ongeveer hetzelfde bedrag. Na aftrek van kosten werd een winst gemaakt van 4,1 miljoen dollar. De film won twee Oscars voor beste camerawerk en beste montage en was genomineerd voor beste film.

## Verhaal
Als de man van Elizabeth Curtis vermist raakt in het nog niet kaart gebrachte deel van Afrika, zoeken zij en haar broer John Goode, hulp bij de ervaren jager en gids Allan Quatermain. Quatermain voelt er eigenlijk weinig voor om Curtis te gaan zoeken, zeker als hij hoort dat de man op zoek was naar de verloren mijnen van de Bijbelse koning Salomo. Elizabeth bezit echter een kopie van de kaart die Curtis had gevonden om de mijnen te bereiken en Quatermain wil op basis hiervan proberen de man te vinden. Elizabeth die op haar beurt Allan niet vertrouwt, staat er op om mee te gaan. Samen met de lange, mysterieuze Umbopa gaat het gezelschap op reis. Hoewel de reis uitputtend is, ontstaat er iets van een liefdesrelatie tussen Elizabeth en Allan. 
Bij een lokale stam treffen ze een blanke man aan die zich bekendmaakt als Von Brun. De man vertelt dat hij Curtis recentelijk nog heeft gezien. Maar dan herkent Allan Von Brun als een vluchteling die hij moet aanhouden. De man schiet op Allan en doodt een van diens medewerkers. Allan maakt korte metten met Von Brun en het gezelschap moet vluchten voor de woedende stam. Niet lang daar bereikt het gezelschap het gebied waar de mijnen zich moet bevinden. Daar ontdekken ze dat Umbopa ooit koning was van de lokale stammen in het gebied. Hij is teruggekeerd om de valse koning Twala te onttronen. Umpola verzamelt een groep getrouwen rond zich en verlaat het gezelschap. Allan, Elizabeth en John ontmoeten Twala en raken gelijk in de problemen. Een schot uit het geweer van John verjaagt de mannen van Twala tijdelijk.
Van de adviseur van koning Twala, Gagool, hoort Allan dat hij de verblijfplaats kent van Curtis. Gagool leidt het gezelschap naar een grot. Daar vinden ze niet alleen een grote verzameling juwelen, maar ook de overblijfselen van het lichaam van Curtis. Terwijl het gezelschap even is afgeleid door deze ontdekking, vlucht Gagool, terwijl hij tegelijkertijd ervoor zorgt dat de grot hermetisch wordt afgesloten. Onder leiding van Allan weet de groep via een onderaardse stroom te ontsnappen. Ze zijn net op tijd terug om te zien hoe Umbopa Twala uitdaagt en wint. Met een escorte van de nieuwe koning Umbopa vertrekt het gezelschap naar huis.

## Rolverdeling
| Acteur          | Personage        |
| --------------- | ---------------- |
| Deborah Kerr    | Elizabeth Curtis |
| Stewart Granger | Allan Quatermain |
| Richard Carlson | John Goode       |
| Kimursi         | Khiva            |
| Siriaque        | Umbopa           |

## Scenario
In het gelijknamige boek van H. Rider Haggard komen geen vrouwen voor. Maar een film zonder vrouwen was in de jaren vijftig in Hollywood onmogelijk. Geen vrouw betekende geen romantiek (een liefdesaffaire tussen twee mannen was vanwege de Hays code helemaal uitgesloten) en dus minder inkomsten (men ging er (al dan niet terecht) van uit dat het vrouwelijke deel van het publiek voor de romantiek naar de film ging). Dus werd de rol van Elizabeth Curtis in de film geschreven. Een andere afwijking van het boek was de drastische inkorting van de rol van het personage Umbopa. In de film is het nog maar een bijrol. 

## Acteurs

### Allan Quatermain
Een van de grote kanshebbers voor de rol van Allan Quatermain was Errol Flynn. Maar de acteur had weinig trek om enige weken te moeten doorbrengen in een tent in Afrika. Hij koos voor de film Kim, die weliswaar ook op locatie in India werd opgenomen, maar waarbij de acteur een comfortabel hotel kon betrekken in de buurt van de opnamen. De keus viel vervolgens op de Britse acteur Stewart Granger die zijn debuut in een Amerikaanse film zou maken.

### Elizabeth Curtis
Voor de rol van Elizabeth werd Deborah Kerr gecast. De actrice die bij M-G-M onder contract stond, wilde graag de rol van Rose spelen in The African Queen, naar het boek van C.S. Forrester. Studiobaas Dore Schary kon haar echter niet van dienst zijn, aangezien de filmrechten op Forresters boek door Warner Bros. waren aangekocht. Maar hij kon zijn ster wel helpen aan een rol in een andere in Afrika spelende film en zo belandde Kerr in King Solomon's Mines.

## Productie

### Locaties
Opnames werden gemaakt in Kongo (Volcano County en Stanleyville), Oeganda (Murchison Watervallen), Kenia en Tanzania. In de Verenigde Staten werd er gefilmd in Californië en New Mexico. Het was de eerste keer dat de latere locatiescout en producent Eva Morley met Afrika in contact kwam. Ze was regie-assistente en scriptgirl, maar raakte zo onder de indruk van het continent dat ze ging specialiseren als locatiescout voor Afrika. Er werden zoveel opnames gemaakt dat veel filmmateriaal later kon worden hergebruikt bij andere films die spelen in Afrika, zoals Tarzan, the Ape Man en Watusi.

### Opnamen
De opnamen op locatie in Afrika waren zwaar. Veel Hollywoodfilms uit die tijd werden in de studio gemaakt, met uitstapjes naar studioterreinen en ene enkele opname op locatie. Bij King Solomon's Mines werd vrijwel elke opname in Afrika gemaakt en filmploegen hadden daar weinig ervaring mee. De logistieke problemen waren gigantisch. Er moest 30.000 kilo aan apparatuur naar Mombasa worden verstuurd, waaronder zeven speciaal geconstrueerde vrachtauto's en een sneeuwploeg. De sneeuwploeg was nodig voor de opnames op locatie op Mount Kenya op 5000 meter hoogte. De belichte film werd na de opnamen opgeborgen in speciale gekoelde blikken. Veel leden van de filmploeg en de cast leden aan de hitte, dysenterie, malaria, koorts, slangen en tseetseevliegen. Gevaar kwam echter ook van een andere kant. De meeste figuranten waren gerekruteerd onder de lokale Afrikaanse bevolking. Ook een groot aantal Masai-krijgers trad op als figurant. Tijdens de uitvoering van een oude ceremoniële dans kwamen de krijgers door alle gezang en opzwepende trommels in een soort trance en stortten zich onder woeste kreten op de filmploeg. Een van de camerakoffers werd doorzeefd met speren en actrice Deborah Kerr verborg zich in een boom. De stamoudsten wisten de krijgers te kalmeren. Een van de hoogtepunten van de film is een wilde vlucht van allerlei dieren, waaronder olifanten. Tijdens de opnamen hiervan brak ook onverwacht paniek uit bij de filmploeg. Veel medewerkers vluchtten en een deel van de opnamen ging verloren. Terug in Hollywood werd een deel van de vlucht gereconstrueerd met behulp van getrainde olifanten.

### Regie
De film heeft twee regisseurs op de aftiteling staan, Compton Bennett en Andrew Marton. Bennett begon met de opnamen, maar werd halverwege vervangen door Marton. De reden was dat Bennett eigenlijk geen regisseur was voor actiefilms. Er gingen zelfs geruchten dat hij eigenlijk niet kon regisseren en bij de opnamen van The Seventh Veil uit 1946 compleet was gecoacht door James Mason en alleen maar "actie!" riep. Andrew Marton was als zeer ervaren 'second-unit'-regisseur al bezig met de opnamen in de jungle en actiescènes waarbij geen sterren waren betrokken. De studiobazen in Hollywood die de dagelijkse ruwe opnamen zagen, waren verbijsterd door het verschil in kwaliteit tussen die van Bennett en Marton. Al snel nam Marton de opnamen compleet over. Hoewel hij later meer films als regisseur zou maken, bleef hij bekend als second-unit-regisseur, bijvoorbeeld voor Ben-Hur waar hij de paardenwedren opnam.

### Muziek
Er zit geen muziek in de film, het enige wat is te horen, zijn Afrikaanse trommels en gezang.

## Vervolg
In 1959 werd er nog een vervolg gemaakt met de film Watusi, geregisseerd door Kurt Neumann en met George Montgomery, Taina Elg en Rex Ingram in de hoofdrollen.

## Nieuwe versie
Het boek van H. Rider Haggard was al een keer eerder verfilmd in 1936 onder regie van Robert Stevenson en Geoffrey Barkas en met Paul Robson en Cedric Hardwicke in de hoofdrol. In 1985 kwam een versie uit van King Solomon's Mines uit met Richard Chamberlain en Sharon Stone in de hoofdrol. Beide acteurs speelden ook de hoofdrol in Allan Quatermain and the Lost City of Gold uit 1987. Delen van de film uit 1950 werden niet alleen hergebruikt in Watusi maar ook in de film King Solomon's Treasure uit 1977. In 2004 kwam er een televisieminiserie in twee delen onder de titel King Solomon's Mines uit, met Patrick Swayze en Alison Doody in de hoofdrol.

## Historie en fictie

### De echte mijnen
In de tijd dat Rider Haggard zijn roman over de mijnen van koning Salomo schreef, was een groot deel van Afrika nog niet in kaart gebracht door westerse ontdekkingsreizigers. Theoretisch was het mogelijk dat er allerlei geheimzinnige landen en volkeren zich in dit gebied bevonden die nog niet in contact waren gekomen met de 'westerse beschaving'. Rider Haggard kon dus naar hartenlust speculeren dat 'ergens in Afrika'  zich de legendarische goudmijnen van de Bijbelse koning Salomo bevonden. 

### Koning Salomo
Over Koning Salomo wordt geschreven in 1 Koningen. Hij haalde goud voor de bouw van de tempel van Jeruzalem uit het legendarische land Ofir. In Koningen 9:28; 10:11; 22:49 wordt gesproken over Ofir:
9:28 "Zij kwamen te Ofir, en haalden van daar aan goud, vierhonderd en twintig talenten, en brachten het tot den koning Salomo"
10:11 "De schepen van Hiram, die goud uit Ofir voerden, brachten uit Ofir zeer veel almuggimhout en kostelijk gesteente"
22:48 "Josafat maakte schepen van Tharsis, om naar Ofir te gaan om goud; maar zij gingen niet, want de schepen werden gebroken te Ezeon-Geber"

### Ofir
In dit geheimzinnige land Ofir bevinden zich dus volgens de overlevering de mijnen van koning Salomo. Hoewel er in de Bijbel geen verwijzing is naar mijnen, wordt aangenomen dat het goud in mijnen werd gedolven. Verschillende gebieden worden aangewezen als de locatie van Ofir, zoals het Arabische schiereiland en India. Aangezien later in de Bijbel wordt vermeld dat er schepen naar Ofir varen, wordt ook wel Oost-Afrika als locatie genoemd en dan met name de regio Puntland, die ook in Egyptische bronnen als leverancier van goud wordt genoemd. In de negentiende eeuw werd ook Zimbabwe als mogelijke plaats genoemd. In 1871 was men begonnen met onderzoek naar een aantal ruïnes daar, die werden aangezien voor Ofir. Rider Haggard nam deze mythe als uitgangspunt voor zijn roman. 

### Verloren wereld
De geheimzinnigheid van het donkere contingent, zoals Afrika toen genoemd werd, trok meer schrijvers aan die ook romans begonnen te schrijven over 'verloren werelden' in het mysterieuze Afrika (en ook in het al even onontdekte Amazonegebied in Zuid-Amerika). Edgar Rice Burroughs liet zijn Tarzan allerlei geheimzinnige landen in Afrika ontdekken.  Burroughs schreef in hetzelfde genre The Land That Time Forgot, Arthur Conan Doyle kwam met The Lost World, Rudyard Kipling met The Man Who Would Be King and H.P. Lovecraft met At the Mountains of Madness.

### De echte Quatermain
Het boek van Rider Haggard was fictie maar wel gebaseerd op zijn ervaringen als reiziger in Zuid-Afrika. Tijdens zijn reizen was hij onder de indruk gekomen van de rijkdom van het Afrikaanse land en door de grote vaak nog mysterieuze voorgeschiedenis, zoals weerspiegeld in ruïnes van oude steden, zoals bijvoorbeeld 
Zimbabwe. Als voorbeeld van Allan Quatermain nam de bekende Britse jager op groot wild Frederick Courtney Selous, terwijl de avonturen van de Schotse ontdekkingsreiziger Joseph Thomson bijna letterlijk in de roman zijn overgenomen. Thomson was hier woedend over en schreef uit wraak zijn eigen roman, die vervolgens flopte.